# Злотники-Кольонія
Злотники-Кольонія (пол. Złotniki-Kolonia) — село в Польщі, у гміні Далікув Поддембицького повіту Лодзинського воєводства.
У 1975-1998 роках село належало до Серадзького воєводства.